# 8052 Novalis
8052 Novalis è un asteroide della fascia principale. Scoperto nel 1960, presenta un'orbita caratterizzata da un semiasse maggiore pari a 3,0286448 UA e da un'eccentricità di 0,0536268, inclinata di 9,01065° rispetto all'eclittica.